# Guerra d'Íngria
La Guerra d'Íngria entre Suècia i Rússia, que es va desenvolupar entre 1610 i 1617 es pot considerar com a part del Període Tumultuós, conegut entre altres coses per l'intent de posar un duc suec al capdavant del tron rus. Va acabar amb grans guanys territorials per a Suècia en el Tractat de Stolbovo i va ser una de les bases per a la formació de l'Imperi Suec (Stormaktstiden).

## Rerefons
Durant el Període Tumultuós, Carles IX de Suècia va enviar un cos expedicionari sota les ordres de Jakob De la Gardie i Evert Horn amb la finalitat de prendre la fortalesa de Stàraia Làdoga. En saber que arribava aquesta força, els habitants Nóvgorod li van demanar al rei de Suècia, que instal·lés a un dels seus fills, Carles Felip o Gustau Adolf com a governador de la ciutat, i en aquestes condicions es van sotmetre a De la Gardie.
Vassili Xuiski, tsar de Rússia, assetjat a Moscou per les tropes de Demetri II "El Fals" i preocupat per la propera intervenció polonesa, s'alià llavors amb Carles IX, que desitjava una confrontació amb Polònia. El tsar va prometre cedir-li la Fortalesa de Korela en compensació per l'ajuda prestada contra el segon fals Demetri i contra els polonesos. De la Gardie s'uní llavors a les tropes del comandant rus Mikhaïl Skopin-Xuiski i marxà sobre Moscou per alliberar el tsar.
La involucració de Suècia en els assumptes russos dona a Segimon III Vasa, rei de la Mancomunitat de Polònia-Lituània, el pretext per declarar-li la guerra a Rússia. Els polonesos venceren les tropes russosueques a la batalla de Klúixino, en què destruïren la major part de les forces moscovites. Els mercenaris suecs de De la Gardie es rendiren el juliol de 1610. El tsar fou llavors deposat pels boiars i el Kremlin de Moscou ocupat per tropes poloneses.

## Guerra
Jakob De la Gardie i Carles IX no estaven content amb l'atac anterior. L'agost del 1610 De la Gardie marxà amb un exèrcit de 7.000 homes contra Ivàngorod i va assetjar la ciutat. Pierre De La Ville i un petit exèrcit foren enviats al Làdoga. A les tropes estrangeres no els havien pagat durant un llarg període i eren, per tant, poc fiables. Els soldats suecs i finlandesos eren reticents a servir a un lloc tan llunyà com Rússia. Més tard, a la tardor, tots ells, llevat de 600 soldats, van abandonar el setge. Els russos havien ofert un armistici. Stàraia Làdoga va caure així en mans sueques. El 27 gener del 1611 De la Gardie era de nou a Rússia. Va prendre Kexholm, i després marxà a Nóvgorod. De la Gardie cridà el coronel Evert Horn i 1.000 homes. El 15 de juliol, se n'anaren a atacar la ciutat, i després d'això Nóvgorod caigué en mans sueques.
Tikhvin i Stàraia Russa van caure en mans de Suècia, amb la qual cosa l'exèrcit suec es va enfrontar a Pskov, on fracassaren a prendre la ciutat. Mentrestant, Gustau II Adolf era coronat rei de Suècia després de la mort del seu pare, el rei Carles. El jove rei va decidir donar un impuls a les pretensions del seu germà al tron de Rússia, fins i tot després que els polonesos fossin expulsats de Moscou en una rebel·lió el 1612 i Mikhaïl Romànov hagués estat proclamat tsar.
Mentre els estadistes suecs albiraven un domini bàltic que s'estengués cap a l'est a Arkhànguelsk i cap al nord a Vólogda, De la Gardie i altres soldats suecs, que eren encara a Nóvgorod i Íngria, consideraven la guerra com una reacció per la manca de pagament a les seves forces durant la campanya de De la Gardie.
El 1613 exèrcit suec va marxar cap a Tikhvin i va assetjar la ciutat, però van ser repel·lits. La contraofensiva russa però, no va aconseguir reprendre Nóvgorod. El tsar de Rússia es va negar a participar en la batalla amb el seu exèrcit i la guerra es mig estancà fins al 1614, quan els suecs van prendre Gdov. L'any següent assetjaren Pskov però el generals russos Morózov i Buturlin la van defensar amb èxit fins al 27 de febrer de 1617, quan el Tractat de Stolbovo privà Rússia de l'accés al Mar Bàltic i assignà a Suècia les terres d'Íngria i les ciutats d'Ivàngorod, Jamaa, Kopórie i Nöteborg. Nóvgorod i Gdov tornaren a Rússia.

## Conseqüències
Com a resultat de la guerra, a Rússia se li va negar l'accés al mar durant prop d'un segle, malgrat els seus persistents esforços per revertir la situació. Caldria esperar al govern de Pere el Gran perquè Rússia recuperés el seu accés al mar.
Gustau II Adolf va voler treure pressió polonesa sobre Rússia en un moment en què la Confederació de Polònia i Lituània lluitava contra el Kanat de Crimea i l'Imperi Otomà i va voler disputar Livònia i Estònia i tancar la reclamació de Segimon al tron suec. Els suecs van ocupar la major part de la costa de Livònia però fou recuperada pels confederats, i el setembre de 1618 es va signar una treva, que va tenir una validesa de dos anys, fins al novembre de 1620.